# 1 grosz (1816–1817)
1 grosz (1816–1817) – moneta groszowa bita dla Wielkiego Księstwa Poznańskiego w latach 1816 i 1817.

## Awers
W centralnej części umieszczono ukoronowaną owalną tarczę z orłem pruskim, otoczoną wieńcem dębowym. Orzeł ma inicjałami FRW na piersi od Fridericus Wilhelmus Rex – rzadko widoczne nawet na dobrze zachowanych egzemplarzach monet trzygroszowych.

## Rewers
Na tej stronie umieszczono cyfrę 1, pod nią napis „GROSCHEN”, poniżej „GR:HERZ:”, pod nim „POSEN”, poniżej rok 1816 albo 1817, a na samym dole znak mennicy – literka A albo B, u góry, w półkolu napis: „180 EINEN THALER”.

## Opis
Moneta była bita w miedzi, w mennicach w Berlinie (literka A) i we Wrocławiu (literka B). Stopień rzadkości poszczególnych roczników przedstawiono w tabeli:
| Nominał | Rok  | Znak mennicy | Mennica | Stopień rzadkości | Liczba egzemplarzy | Liczba odmian | Zdjęcie |
| ------- | ---- | ------------ | ------- | ----------------- | ------------------ | ------------- | ------- |
| 1 grosz | 1816 | A            | Berlin  | R                 | 80 001–360 000     | 5             |         |
| 1 grosz | 1816 | B            | Wrocław | R2                | 3001–15 000        | 3             |         |
| 1 grosz | 1817 | A            | Berlin  | R4                | 121–600            | 2             |         |

Monety były bite na nieco inną stopę niż miedziane monety I Rzeczypospolitej i Księstwa Warszawskiego, ale też lżejszą niż fenigi pruskie, tzn. 90 groszy z grzywny miedzi. Nominały odnosiły się do groszy polskich, czego jednak na monetach nie zaznaczono. Groszówka powinna ważyć 2,6 grama. W rzeczywistości rozrzut wagowy poszczególnych egzemplarzy był znaczny.